# Auguste Faguet
Pour les articles homonymes, voir Faguet.
Auguste Faguet né à Tours le 8 novembre 1826 et mort à Paris le 21 août 1900 est un peintre et illustrateur français.

## Biographie
Auguste Faguet est l'auteur des illustrations de nombreux ouvrages de botanique du XIXe siècle. Il a notamment travaillé pour Henri Baillon, Henri Bocquillon et Louis Figuier.

Illustrations pour le Dictionnaire de botanique d'Henri Baillon
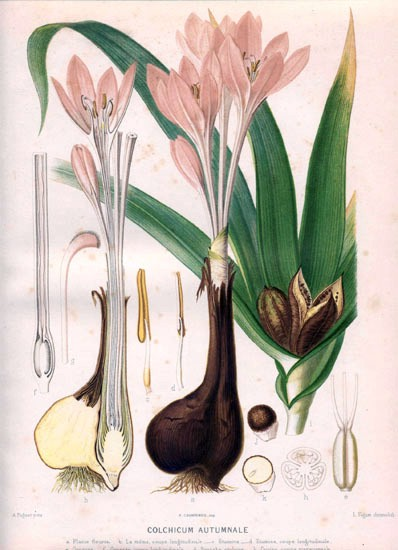
Colchicum autumnale.
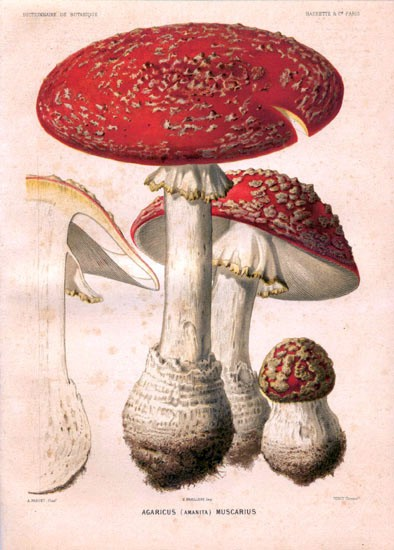
Amanita muscaria.
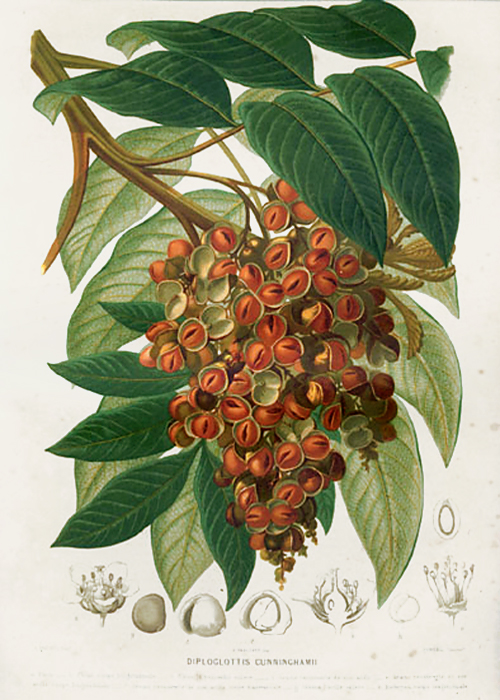
Diploglottis cunninghamii.